# Добой-Істок
Добой-Істок (хорв. і босн. Opština Doboj Istok, серб. Општина Добој Исток) — боснійська громада, розташована в Тузланському кантоні Федерації Боснії і Герцеговини. Адміністративним центром є місто Клокотниця.
| Боснія і Герцеговина | Це незавершена стаття з географії Боснії і Герцеговини. Ви можете допомогти проєкту, виправивши або дописавши її. |